# ماریو بارون
ماریو بارون (انگلیسی: Mario Barone؛ زادهٔ ۲ ژانویهٔ ۱۹۴۸) بازیکن فوتبال است.